# Cao Tianbao
Cao Tianbao (曹添堡S, Cáo TiānbǎoP; Shenyang, 3 aprile 1982) è un allenatore di calcio e calciatore cinese, attaccante del Sichuan Minzu.

## Carriera

### Club
Dal 2001 al 2011 ha giocato solo con la maglia del Changchun Yatai.

### Nazionale
Il 1º giugno 2009 ha rappresentato la Nazionale cinese, in una partita contro l'Iran.

## Palmarès
- Campionato cinese: 1

Changchun Yatai: 2007